# کالین باکسی
کالین باکسی (به انگلیسی: Colin Bucksey) (زاده ۱۹۴۶) کارگردان سینما و تلویزیون آمریکایی است. وی متولد کشور انگلستان است.
از دهه ۱۹۷۰ فعالیت باکسی در برنامه های سینما و تلویزیون کشور انگلستان شروع شد، وی چندی بعد با نقل مکان کردن به آمریکا، فعالیت‌های خود را در این کشور ادامه داد. وی در مجموعه برکینگ بد محصول شبکه ای‌ام‌سی فعالیت داشته و در مجموعه مرتبط آن، بهتره با سول تماس بگیری نیز حضور دارد.

## زندگی شخصی
ازدواج اول باکسی با ورتی لمبرت، در سال ۱۹۷۳ بود. آنها در سال ۱۹۸۷ از یکدیگر جدا شدند. وی در حال حاضر با همسر دومش، سلی باکسی زندگی می‌کند. ازدواج دوم وی تا به امروز حدود ۲۶ سال عمر داشته و حاصل این ازدواج نیز دو فرزند است.

## پیوند
- کالین باکسی در بانک اطلاعات اینترنتی فیلم‌ها